# Ас-Салар
Хусам ад-Дин Али ибн Фадлаллах ас-Салар аш-Шами (ум. 1262) — среднеазиатский математик и астроном Хорезшахов, уроженец Сирии. До завоевания тюрко-монголами Средней Азии работал в Хорезме, где составил «Шахский зидж», после 1220 — при дворе Чингис-хана и других ханов, вплоть до Хулагу. В 1258 году пытался отговорить Хулагу от похода на Багдад; после взятия Багдада находился в опале и был казнён в 1262 году «за багдадское предательство».
Ас-Салар написал сочинение о доказательстве V постулата «Начал» Евклида. Его доказательство основано на эквивалентном V постулату утверждении о том, что два перпендикуляра к прямой не приближаются и не удаляются.
Он же написал «Трактат об определении азимута киблы» и «Трактат о фигуре секущих», бывший промежуточным звеном между анонимным «Собранием правил науки астрономии» и трактатом Насир ад-Дина ат-Туси.